# Новозиково (Красногорський район)
Новози́ково (рос. Новозыково) — село у складі Красногорського району Алтайського краю, Росія. Адміністративний центр Новозиковської сільської ради.

## Населення
Населення — 749 осіб (2010; 833 у 2002).
Національний склад (станом на 2002 рік):
- росіяни — 98 %